# 大阪フィルハーモニー交響楽団
大阪フィルハーモニー交響楽団（おおさかフィルハーモニーこうきょうがくだん、Osaka Philharmonic Orchestra）は、大阪市西成区岸里に本拠地を置く、日本を代表するオーケストラのひとつ。愛称「大フィル（だいフィル）」。日本オーケストラ連盟正会員。公益社団法人大阪フィルハーモニー協会が編成し、事業を行っている。

## 概要
フェスティバルホールでの年間10回の定期演奏会のほか、レコーディングも活発に行う。西成区岸里に専用練習場「大阪フィルハーモニー会館」を持ち、長年にわたり「大フィル（だいフィル）」の愛称で親しまれている。公式サイトの「プロフィール」に掲載されていた記事によれば、「日本で一番多くレコード、CDを発表しているオーケストラ」。
創立者（現・創立名誉指揮者）朝比奈隆の時代に、ブルックナーやベートーヴェンなどの交響曲の演奏で全国的に知られるようになった。1975年10月12日リンツ郊外の聖フローリアン教会でのブルックナーの交響曲第7番や、1994年7月24日サントリーホールでの交響曲第8番などの演奏の多くは、今日でもCDで聴くことができる。
2003年、大植英次が音楽監督に就任し、同年5月9日および10日のザ・シンフォニーホールでの音楽監督就任披露演奏会でマーラー交響曲第2番「復活」、2005年3月20日サントリーホールでの就任後初の東京定期演奏会でマーラー第6番「悲劇的」を取り上げ、いずれも大成功を収めた。大植の指揮で、定期演奏会では演奏会形式のオペラ（『サムソンとデリラ』（2004年）、『トスカ』（2005年））も披露したほか、近代曲などもとりあげた。
朝比奈隆の時代から、ヨーロッパ（とりわけドイツ、オーストリア）のオーケストラの音に連なるいわゆる「大フィルサウンド」で知られる。なお、朝比奈隆時代の最後はコンサートマスターに岡田英治と梅沢和人、第2ヴァイオリンの首席に藤井允人を擁していた。2004年9月から、梅沢に加え、首席コンサートマスターロバート・ダヴィドヴィチ（Robert Davidovich）、首席客演コンサートマスター長原幸太が就任。2006年4月から、首席コンサートマスター長原、コンサートマスター梅沢の体制になり、加えて2009年11月から崔文洙が入団、客演コンサートマスターに就任。梅沢は2010年2月をもって退団。
2012年3月、大植が音楽監督を退任、同時に長原も退団した。大植は、音楽監督は退任したものの、「桂冠指揮者」として引き続き大フィルとの関係を保つこととなった。同年9月、田野倉雅秋が特別客演コンサートマスターに、渡辺美穂がコンサートマスターに、それぞれ就任。
2014年4月、井上道義が首席指揮者に、田野倉雅秋が首席コンサートマスターに、それぞれ就任。同年12月、コンサートマスター渡辺美穂が退団。
2016年4月、角田鋼亮が指揮者に就任。
2017年3月、井上道義が首席指揮者を退任、同年4月、尾高忠明がミュージック・アドヴァイザーに就任。
2018年4月、尾高忠明が第3代音楽監督に就任。
2021年3月、指揮者、角田鋼亮が離任する。後継は決まらないまま指揮者空席となる。
2025年4月、松本宗利音（しゅうりひと）が指揮者に決定。任期は2028年3月まで。
また、大フィルメンバーで結成された「ブルーメンクァルテット」、「Quartetto RoSSo」、「Quartet 雅」、「アンサンブル「弐」」や、大フィルメンバー以外の奏者も参加している「ベルリントリオ」、「ザ・シンフォニーホール弦楽合奏団ストリングクインテット」、「オルフェオ木管五重奏団」、大フィルメンバーが参加している「クァルテット凜」など、多くの室内合奏団が結成されて、中には東京公演を行う合奏団もあるなど、活発な演奏活動を続けている。

## 年譜
- 1947年 朝比奈隆と鈴木剛ら関西経済人の尽力により、関西交響楽団として設立。
  - 1月17日 前年の10月に満州から引き揚げてきたばかりの朝比奈隆を中心に、大阪放送管弦楽団（大阪中央放送局（現在のNHK大阪放送局）所属のオーケストラ）、宝塚歌劇団、京都大学の各オーケストラの主要メンバー約70名が大阪中央放送局に結集し、新しいオーケストラ結成の意思表明を行う。いわば大フィル「旗揚げ」の日である。
  - 3月中旬 新しく結成されたオーケストラを「関西交響楽団」と命名。
  - 4月26日 関西交響楽団第1回定期演奏会を開催。朝比奈隆の指揮により戦災に焼け残っていた朝日会館にて行う。関響では1953年1月の第57回定期まで定演は原則として2日公演で行われ（1950年のみ一部に1日のみ公演、1日2回公演あり）、第1回も翌27日との2日公演であった。ソロ・ピアニストに伊達純、ソプラノ笹田和子を迎え、演奏曲目はドヴォルザークの「新世界より」、リストの「ハンガリー幻想曲」、ワーグナーの「ローエングリン」より「エルザの夢」、「タンホイザー」より「エリザベートの祈り」、「リエンツィ」序曲であった[注釈 12]。関響の初代コンサートマスターは長谷川孝一であった[注釈 13]。
- 1950年
  - 4月 社団法人関西交響楽協会設立。専任指揮者朝比奈隆、理事長鈴木剛、専務理事兼事務局長原善一郎。関響のコンサートマスターが長谷川孝一から宮本政雄に交代。
- 1951年
  - 1月20日 この日の初日（2回公演）から5月5、6日（6日のみ2回公演）の最終回（「フィデリオ」序曲と第9番「合唱付き」を演奏）まで5回に分けて、朝比奈隆の指揮により第1回目のベートーヴェン・チクルスを行う。会場はすべて毎日会館であった。以来、2007年の大植英次の指揮による楽団創立60周年記念のものまで、関響・大フィルを通じてベートーヴェン・チクルスは11回を数えた。11回目の大植指揮のもの以外は圧倒的多数が朝比奈指揮による公演であるが、中にはコシュラー指揮による4番、5番（1969年1月17日）といった公演もあった。1977年の楽団創立30周年記念のチクルス以後は、すべて朝比奈隆の指揮による公演であった。その後、2018年には音楽監督尾高忠明の指揮による12回目のベートーヴェン・チクルスが行われた。
  - 9月 コンサートマスター宮本政雄が常任指揮者に就任。これに伴って、コンサートマスターは小杉博英に交代。
- 1953年 関西交響楽団として初の東京公演。
- 1960年
  - 4月2日 関西交響楽団として最後となった第125回定期演奏会を朝比奈隆の指揮により毎日ホールにて行う。ソロ・ピアニストに賀集裕子を迎え、演奏曲目はチャイコフスキーの幻想序曲「ロメオとジュリエット」、ピアノ協奏曲第1番、交響曲第5番という、当時の朝比奈隆が最も得意としていたオール・チャイコフスキー・プロで臨み、関西交響楽団としての13年間にわたった演奏活動の掉尾を飾った。
  - 大阪フィルハーモニー交響楽団に改称。定期公演の回数は、改称とともに改めて1から勘定している。
  - 5月14日 大阪フィルハーモニー交響楽団第1回定期演奏会を朝比奈隆の指揮により毎日ホールにて行う。ソロ・ヴァイオリニストに辻久子を迎え、演奏曲目は、カバレフスキー組曲「道化師」よりプロローグ、ギャロップ、ワルツ、パントマイム、スケルツォ、エピローグの6曲、ハチャトゥリアンのヴァイオリン協奏曲、ショスタコーヴィチの交響曲第5番であった。この当時のコンサートマスターは小杉博英（1951年9月就任）。この演奏会は、大手紙の関西文化欄等において、「練習不足が目立つ」（朝日）、「前途多難」（毎日）、「演奏に熱気が感じられた」（読売）、「再建の気迫欠く」（産経）と報じられた。
- 1961年
  - 6月 安田英郎がコンサートマスターに復帰。以後、1980年1月に交通事故で急逝するまで、19年間の長きにわたってコンサートマスターを務めた。
  - 9月 初の外国人コンサートマスターとして、ブレーメン交響楽団よりマルチン・バウエルトを招聘。
- 1962年
  - 3月17日 大阪フィルハーモニー交響楽団第1回東京定期演奏会を専任指揮者遠山信二の指揮により東京文化会館にて行う。ソロ・ピアニストに小川京子を迎え、演奏曲目は、「フィンガルの洞窟」序曲、「大阪俗謡による幻想曲」、モーツァルトのピアノ協奏曲ニ長調 K.537「戴冠式」、ブラームスの交響曲第4番であった。
- 1968年
  - 4月17日 第67回定期演奏会を朝比奈隆の指揮により行う。ソロ・ピアニストに園田高弘を迎え、演奏曲目はR・シュトラウスの「23弦楽器のための変容」、ベートーヴェンのピアノ協奏曲第5番「皇帝」、ブラームスの交響曲第3番であった。この回より定期演奏会の会場をフェスティバルホールから大阪厚生年金会館大ホールに移す。
- 1969年
  - 宇宿允人を専任指揮者として迎える。以後4年間のうち定期演奏会でのベートーヴェンの「ミサ・ソレムニス」により、指揮者としてはじめての大阪文化祭賞を受賞した。
- 1970年
  - 9月21日 第85回定期演奏会を朝比奈隆の指揮により行う。ソロ・ピアニストに荒憲一を迎え、演奏曲目はシューベルトの交響曲第2番、ベートーヴェンのピアノ協奏曲第5番「皇帝」、R・シュトラウスの交響詩「ツァラトゥストラはかく語りき」であった。この回より定期演奏会の会場をフェスティバルホールに戻す。
- 1971年
  - 11月4、5日 初の海外公演となる大韓民国ソウル特別演奏会をソウル市民会館にて行う。1日目の4日は朝比奈隆の指揮、2日目の5日は林元植の指揮であった。
- 1972年
  - 6月5、6日 第100回定期演奏会を朝比奈隆の指揮により行う。演奏曲目はマーラーの交響曲第8番「千人の交響曲」で、関西歌劇団、大阪音楽大学学生の合唱団など実際に1000人の出演者で演奏した。終演後、マーラーの高弟プリングスハイム教授は「私は1910年、ミュンヘンでこの曲の初演を聴いたが、それ以来の感激だ」と挨拶した。
  - 11月14日 第104回定期演奏会を近衛秀麿の指揮により行う。演奏曲目はベートーヴェンの「エグモント」序曲、交響曲第8番、R・シュトラウスの組曲「町人貴族」、「サロメ」から「7つのヴェールの踊り」であった。これが近衛の生涯最後の演奏会となった（近衛は1973年6月2日没）。
- 1973年
  - 7月24日 第12回東京定期演奏会（上野・東京文化会館）を朝比奈隆の指揮により行う。演奏曲目は、R・シュトラウスのクラリネットとファゴットのための二重小協奏曲と、ブルックナーの交響曲第5番であった。終了後の聴衆の熱狂は凄まじく、交響曲は後日、当時のFM東京でも放送され、「朝比奈 / 大フィルのブルックナー」を広く印象づけた。朝比奈隆自身も、「自分がブルックナーをやって行けると確信したのは、この東京での『5番』がきっかけだった」と回想している。その後1976年から1978年にかけて、劇場「渋谷ジァン・ジァン」支配人の高嶋進の資金提供を得て、吉野金次による録音のもと、ブルックナー交響曲全集を収録。
- 1975年
  - 8月18日 「大フィルをヨーロッパへ送る演奏会」を大阪・中之島のフェスティバルホールで開催。落語家の桂米朝が演奏会を指揮した[5]。
  - 10月 第1回ヨーロッパ演奏旅行。スイス、オーストリア、西ドイツ、オランダにて20回の演奏会を行う。本文に記載の聖フローリアン教会でのブルックナーの交響曲第7番の演奏はこの時のこと[注釈 14]。
- 1977年
  - 8月25日 大阪フィルハーモニー交響楽団第1回岐阜定期演奏会を手塚幸紀の指揮により岐阜市民会館にて行う。岐阜定期演奏会はこの後、翌1978年のみを例外として毎年行われている（1987年のみ2回開催）。
- 1978年
  - 6月30日 貴志康一の母校である甲南高等学校の新講堂の竣工記念に、朝比奈隆の指揮により同講堂にて演奏会を行う。ソプラノ樋本栄、ソロ・ヴァイオリニストに辻久子を迎え、演奏曲目は貴志康一の歌曲、ヴァイオリン協奏曲、交響組曲「日本スケッチ」であった。この演奏会は、「朝比奈、友情のタクト振る」と新聞、テレビ、ラジオで大きく報じられ、ライブ盤のレコードもリリースされて、貴志康一復活の大きな原動力となった（本項目は、2009年3月31日にザ・シンフォニーホールにて行われた「貴志康一生誕100年記念コンサート」のプログラムに甲南高等学校元教諭の日下徳一（『貴志康一─よみがえる夭折の天才』（音楽之友社、2001年）の著者）寄稿のコラム記事「朝比奈隆と貴志康一」に全面的に依拠している）。
- 1980年
  - 4月 北米演奏旅行。カナダ、アメリカ合衆国にて17回の演奏会を行う。
- 1984年
  - 4月24日 第200回定期演奏会を朝比奈隆の指揮により行う。演奏曲目は日本初演となるフルトヴェングラーの交響曲第2番であった。
- 1985年
  - 9月6 - 10日 台湾演奏旅行。台中、台南、高雄、基隆、台北（日程順）の5都市において1公演ずつ行う。最後の台北公演（会場は国父記念会館）のみ朝比奈隆が指揮台に上り、台北以外での指揮は朝比奈千足が務めた。
- 1986年
  - 10月 第2回ヨーロッパ演奏旅行。スイス、ユーゴスラヴィア、チェコスロヴァキア、オーストリア、西ドイツ、オランダにて14回の演奏会を行う。
- 1987年
  - 4月26日 楽団創立40周年記念演奏会を朝比奈隆の指揮により、ザ・シンフォニーホールにて行う。ソプラノに豊田喜代美、メッゾ・ソプラノに伊原直子を迎え、演奏曲目はマーラーの交響曲第2番「復活」であった。
- 1991年
  - 7月29日 大阪市西成区岸里の南海電鉄天下茶屋工場跡地に地上3階建ての「大阪フィルハーモニー会館」が完成[7]。交響楽団、協会がともに移転。これにより、交響楽団がかねてから念願の自前の練習場を確保するとともに、楽団と協会の同居を実現した。
- 1992年
  - 10月 第3回ヨーロッパ演奏旅行。ドイツ、イギリス、ギリシアにて18回の演奏会を行う。
- 1995年 大植英次初めて大阪フィルを客演指揮、1996年に再度客演指揮。
  - 1月17日 第285回定期演奏会が阪神・淡路大震災のため中止となる（関響、大フィルを通じて、定期演奏会が中止となったのはこの回のみである）が、大フィル団員およびその家族に震災による犠牲者はなかった[8]。この後、1月30日より演奏活動を再開した。
- 1996年
  - 7月5日 第300回定期演奏会を朝比奈隆の指揮により行う。演奏曲目はブルックナーの交響曲第8番であった。
- 2001年
  - 10月24日 大阪フィルハーモニー交響楽団2001年秋名古屋演奏会を、朝比奈隆の指揮により愛知県芸術劇場コンサートホールにて行う。ソロ・ピアニストに小山実稚恵を迎え、演奏曲目はチャイコフスキーのピアノ協奏曲第1番、交響曲第5番であった[注釈 15]。終演後拍手は鳴り止まなかったが、朝比奈隆は極度の疲労のためカーテンコールに応えることができなかった。この公演の直後、体調不良により入院。病床から願い続けた復帰は遂に叶えられることがなかったため、この名古屋演奏会でのチャイコフスキーが朝比奈隆の指揮台での最後の姿となった。最後の舞台のプログラムは朝比奈がその長かった指揮者人生で一貫して得意中の得意としてきたチャイコフスキーであり、しかも、1960年4月2日における関西交響楽団最後の定期演奏会のプログラムとほぼ同じであった。なお、チャイコフスキーの交響曲第5番は朝比奈最後の演奏会から5年後の同月、2006年10月の第402回定期演奏会において、音楽監督大植英次の指揮で演奏された。
  - 12月29日 音楽総監督・朝比奈隆逝去。享年93。
- 2003年 定期演奏会の会場をフェスティバルホールからザ・シンフォニーホールに移転し、2日間公演とする。
  - 5月9、10日 大植英次音楽監督就任披露定期演奏会（本文参照）。
- 2005年
  - 3月20日 大植英次音楽監督就任後初となる第42回東京定期演奏会（本文参照）。
- 2006年
  - 4月29日 大阪城西の丸庭園において、大植英次の指揮により楽団史上初の野外コンサートを開催。9,300人以上を動員する一大イベントとなり、成功を収める。演奏曲目は、「キャンディード」序曲、「惑星」より"木星"、序曲「1812年」、交響詩「ローマの松」より"アッピア街道の松"他。
  - 7月6、7日 第400回定期演奏会を、正式の演奏会では初の客演となる大野和士の指揮により行う。ソロ打楽器奏者に中村功を迎え、演奏曲目はモーツァルトの交響曲第33番（定期初演）、細川俊夫の打楽器協奏曲「旅人」、ショスタコーヴィチの交響曲第15番であった。
  - 9月3 - 9日 大植英次のプロデュースにより、大阪フィルハーモニー協会と大阪市の主催で、「大阪クラシック -御堂筋にあふれる音楽-」の企画公演を展開。期間中、大阪市のメインストリートである御堂筋沿いの18の会場において、大阪フィルハーモニーの団員による室内楽など計50公演（ごく一部の団員が出演しない公演をも含んだ数）を行う。大植によれば、1つのオーケストラの団員が1週間にわたって「街に出て」公演を行うというのは「僕の知る限りおそらく世界の都市で初めての試み」。主催者側の当初予想を2倍以上上回る入場者数延べ約22,000人を達成、成功を収める。
- 2008年
  - 7月23日 大阪府議会本会議にて2008年度補正予算が可決成立、これにより翌年度の大阪府から大フィルへの助成金の廃止が正式決定した。
- 2009年
  - 11月1日 客演コンサートマスターとして崔文洙を迎える。
- 2010年
  - 2月28日 コンサートマスター梅沢和人が退団。
- 2011年
  - 4月1日 客演コンサートマスター崔文洙が首席客演コンサートマスターに就任。
- 2012年
  - 3月31日 「大植英次スペシャルコンサート」を大植英次の指揮により行う。演奏曲目はブルックナーの交響曲第8番であった。このコンサートを最後に大植は音楽監督を退任。また、首席コンサートマスター長原幸太、セカンドヴァイオリントップ奏者佐久間聡一もこのコンサートを最後に退団した。さらに、ホルントップ奏者池田重一、打楽器トップ奏者坂上弘志もこの日をもって退団した。これにより、「桂冠指揮者」と首席客演コンサートマスターのみで常任の指揮者もコンサートマスターも欠くという、プロオーケストラとしては異例の状態となった。
  - 4月1日 大植英次が「桂冠指揮者」に就任。社団法人大阪フィルハーモニー協会が公益社団法人大阪フィルハーモニー協会に移行。
  - 4月5日 大阪市の改革プロジェクトチームが取りまとめた「施策・事業の見直し（試案）」が公表され、大阪フィルハーモニー協会への運営補助金は2012年度以降、対2011年度比で25パーセント削減されることが示された[注釈 16]。
  - 9月1日 田野倉雅秋が特別客演コンサートマスターに、渡辺美穂がコンサートマスターに、それぞれ就任した。これにより、上記の「プロオーケストラとしては極めて異例の状態」のうちコンサートマスターについては解消された。
- 2013年
  - 9月25日 2014年度シーズンより、井上道義を首席指揮者として招くこと[注釈 17]、および定期演奏会の会場を2日間開催は維持したうえで新生フェスティバルホールに戻すことが発表された。これにより、上記の「プロオーケストラとしては極めて異例の状態」が全面的に解消されることとなった。
- 2014年
  - 4月1日 井上道義が首席指揮者に、特別客演コンサートマスター田野倉雅秋が首席コンサートマスターに、それぞれ就任。
  - 12月31日　コンサートマスター渡辺美穂が退団。
- 2016年
  - 4月1日 角田鋼亮が指揮者に就任。
  - 7月21、22日 第500回定期演奏会を井上道義の指揮により行う。メゾ・ソプラノ サンドラ・フェランデス、バリトン ガスパール・コロン、ソロバンドネオン奏者に三浦一馬を迎え、演奏曲目はバカロフの「ミサ・タンゴ」およびベートーヴェンの交響曲第3番「英雄」であった。定期演奏会500回を記念して、関西交響楽団、大フィルのすべての定期演奏会の会場、指揮者、ソリスト、演奏曲目を記録した小冊子『定期演奏会全記録』が聴衆全員に無償配布された。
  - 11月28日 首席指揮者井上道義が2017年3月31日をもって3年の任期の終了に伴い退任すること、尾高忠明が同年4月よりミュージック・アドヴァイザーに、2018年4月より、朝比奈隆（音楽総監督）、大植英次に続く大フィルの第3代音楽監督に就任することが公式発表された。
- 2017年
  - 2月22日 楽団創立70周年記念第50回東京定期演奏会を井上道義の指揮により、チケット完売で満席となった東京芸術劇場にて行う。演奏曲目は、第505回定期演奏会と同じ、ショスタコーヴィチの交響曲第11番「1905年」および交響曲第12番「1917年」であった。
  - 3月31日 井上道義が首席指揮者を退任。
  - 4月1日 尾高忠明がミュージック・アドヴァイザーに就任。
  - 12月27日 第512回定期演奏会の成果により、文化庁芸術祭賞音楽部門優秀賞を受賞。
- 2018年
  - 1月16日 第505回定期演奏会および2017年7月14、15日のバーンスタインの「ミサ」上演の成果により、井上道義とともに2017年度音楽クリティック・クラブ賞本賞を受賞。
  - 4月1日 尾高忠明が第3代音楽監督に就任。須山暢大がコンサートマスターに就任。
  - 4月7、8日 尾高忠明音楽監督就任披露第517回定期演奏会を尾高忠明の指揮により行う。演奏曲目は三善晃の「オーケストラのための「ノエシス」とブルックナーの交響曲第8番であった。
  - 4月26日 大フィルの公式twitterアカウントが「本日大阪フィルは71歳の誕生日を迎えました。」とツイート。4月26日は、1947年に戦災に焼け残った朝日会館にて関西交響楽団の第1回定期演奏会が行われた日であり（本年譜該当項目を参照）、この日を大フィルが公式に誕生日と位置づけていることが明らかとなった。
- 2019年
  - 3月7日 音楽監督尾高忠明が第70回日本放送協会放送文化賞（NHK放送文化賞）を受賞。
  - 3月8日 大フィルと音楽監督尾高忠明が、2018年のベートーヴェン交響曲全曲演奏会（本年譜該当各項目を参照）の成果により大阪文化祭賞を受賞。
  - 7月31日 首席コンサートマスター田野倉雅秋が退団。
  - 9月1日 崔文洙がソロ・コンサートマスターに就任。
- 2021年
  - 9月5日 枚方市総合文化芸術センターのこけら落とし公演として、「枚方市総合文化芸術センター開館記念特別公演」を尾高忠明の指揮により行う。ソロ・ピアニストに仲道郁代を迎え、演奏曲目はホルストの組曲「惑星」より「木星」、チャイコフスキーのピアノ協奏曲第1番、スメタナの連作交響詩「我が祖国」より「モルダウ」、シベリウスの交響詩「フィンランディア」ほかであった。
- 2023年
  - 4月1日 尾張拓登がアシスタント・コンサートマスターに就任。またこの日、高槻城公園芸術文化劇場のこけら落とし公演として、「高槻城公園芸術文化劇場開館記念特別演奏会」を尾高忠明の指揮により行う。ソロ・ピアニストに仲道郁代を迎え、演奏曲目はベートーヴェンのピアノ協奏曲第5番「皇帝」と交響曲第7番であった。
- 2024年
  - 4月1日 ダニエル・オッテンザマーがアーティスト・イン・レジデンスに就任。またこの日から、従来の「トップ奏者」という呼称を標準的な「首席」に変更。
  - 8月6日 「2025年大阪・関西万博プレ・コンサート」を尾高忠明の指揮により東京オペラシティコンサートホールにて行う。演奏曲目はコブクロの「この地球（ほし）の続きを」（大阪・関西万博オフィシャルテーマソング）管弦楽版、外山雄三の「前奏曲」(2012)、モーツァルトの交響曲第41番「ジュピター」、ベートーヴェンの交響曲第5番であった。
  - 11月30日 「井上道義ザ・ファイナル・カウントダウン vol.5（最終回）」を井上道義の指揮によりザ・シンフォニーホールにて行う。演奏曲目ベートーヴェンの交響曲第6番「田園」と交響曲第5番（演奏順）であった。約250回（井上道義公式サイトによる）の演奏会を重ねた井上元首席指揮者の大フィルとの最後の演奏会であり、終演後会場はスタンディングオベーションでこれまでの井上の指揮を讃えた。
  - 12月13日 「ブルックナー生誕200年記念特別演奏会」を尾高忠明の指揮によりザ・シンフォニーホールにて行う。演奏曲目はブルックナーの交響曲第8番であった。
- 2025年
  - 1月29日 いずみホールの、山田和樹が在阪4オーケストラを順番に指揮してメンデルズゾーンの主要作品を演奏する企画シリーズ「メンデルスゾーン 光のほうに」において、大フィルは交響曲第3番「スコットランド」の演奏でシリーズを締めくくった。他の演奏曲目は、ソロ・ピアニストに小林愛実を迎え、「アンティゴネ」序曲、交響曲第1番、ピアノ協奏曲第2番であった。
  - 4月1日 松本宗利音が指揮者に就任。

## 歴代常任指揮者・音楽監督等
- 1947年 - 2001年：朝比奈隆（常任指揮者 / のち音楽総監督、没後は創立名誉指揮者）
- 2003年 - 2012年：大植英次（音楽監督 / 2012年4月より桂冠指揮者）
- 2014年 - 2017年：井上道義（首席指揮者）
- 2018年 - ：尾高忠明（音楽監督）

この他、秋山和慶、宇宿允人、外山雄三、若杉弘、尾高忠明らが、常任指揮者やミュージック・アドヴァイザーなどとして在任した。

## 演奏会
- 定期演奏会
  - フェスティバルホール（年間10プログラム、演奏会回数20回）
- 新春名曲コンサート
  - フェスティバルホール（年間1プログラム、演奏会回数1回）
- 3大交響曲の夕べ
  - フェスティバルホール（年間1プログラム、演奏会回数1回）
- 第九シンフォニーの夕べ
  - フェスティバルホール（年間1プログラム、演奏会回数2回）
- マチネ・シンフォニー
  - ザ・シンフォニーホール（年間2プログラム、演奏会回数2回）
- ソワレ・シンフォニー
  - ザ・シンフォニーホール（年間2プログラム、演奏会回数2回）
- にしなりクラシック
  - 大阪フィルハーモニー会館（年間2プログラム、演奏会回数2回）
- 東京定期演奏会
  - サントリーホール、東京文化会館など（年間1プログラム、演奏会回数1回。開催されなかった年もある。）
- 岐阜定期演奏会
  - サラマンカホール（年間1プログラム、演奏会回数1回）
- 京都特別演奏会
  - 京都コンサートホール（年間1プログラム、演奏会回数1回）
- 神戸特別演奏会
  - 神戸国際会館こくさいホール（年間1プログラム、演奏会回数1回）
- 南海コンサート
  - 大阪狭山市文化会館（SAYAKAホール）、浪切ホール、河内長野市立文化会館（ラブリーホール）など、南海電鉄沿線のホール（年間1プログラム、演奏会回数1回）
- 八尾演奏会
  - 八尾市文化会館（プリズムホール）（年間1プログラム、演奏会回数1回）
- 枚方演奏会
  - 枚方市総合文化芸術センター（関西医大大ホール）（年間1プログラム、演奏会回数1回）
- 三木「第九」演奏会
  - 三木市文化会館（年間1プログラム、演奏会回数1回）
- KEIBUN第九演奏会
  - 滋賀県立芸術劇場 びわ湖ホール（年間1プログラム、演奏会回数1回）